# ANSYS公司

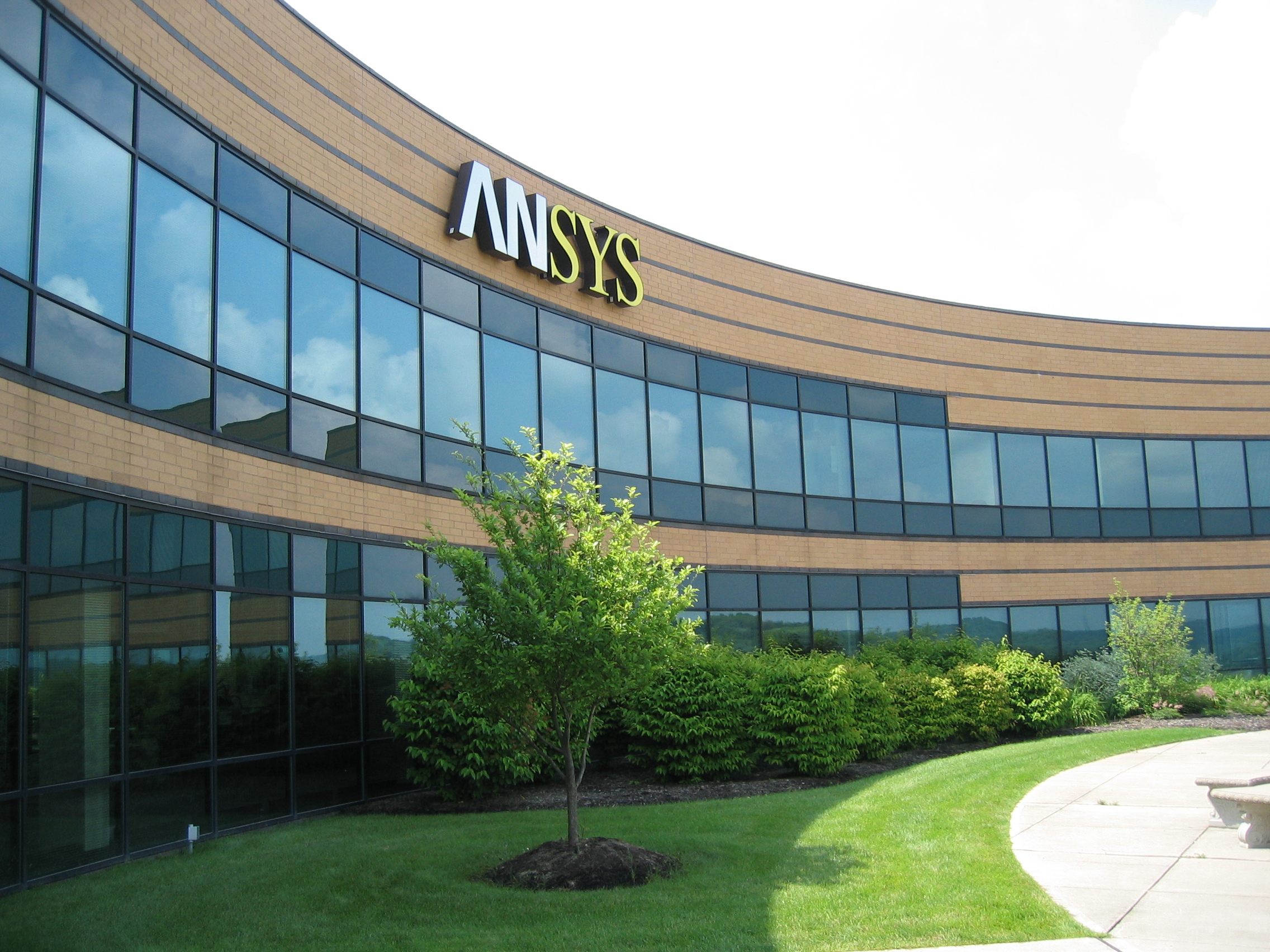
位于Canonsburg的ANSYS公司总部大楼

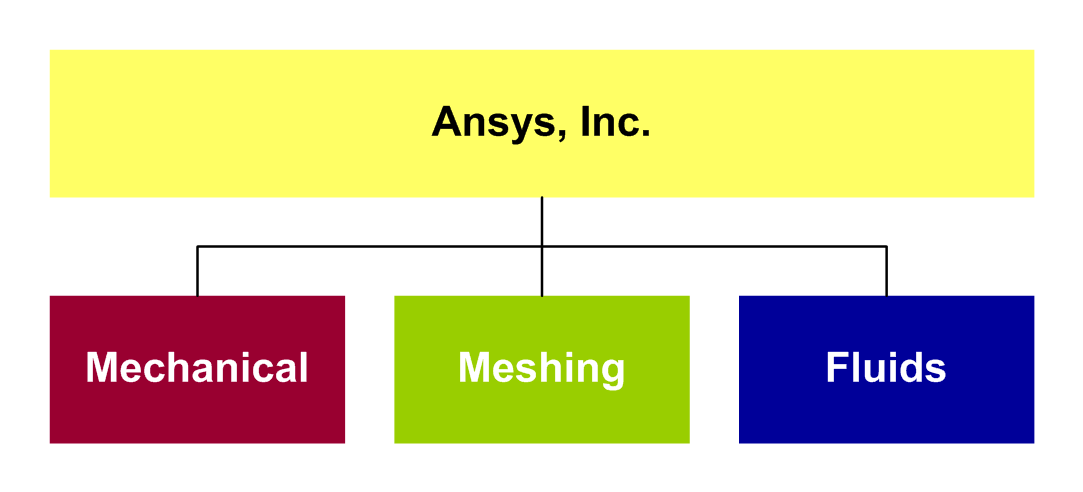
Ansys公司分部

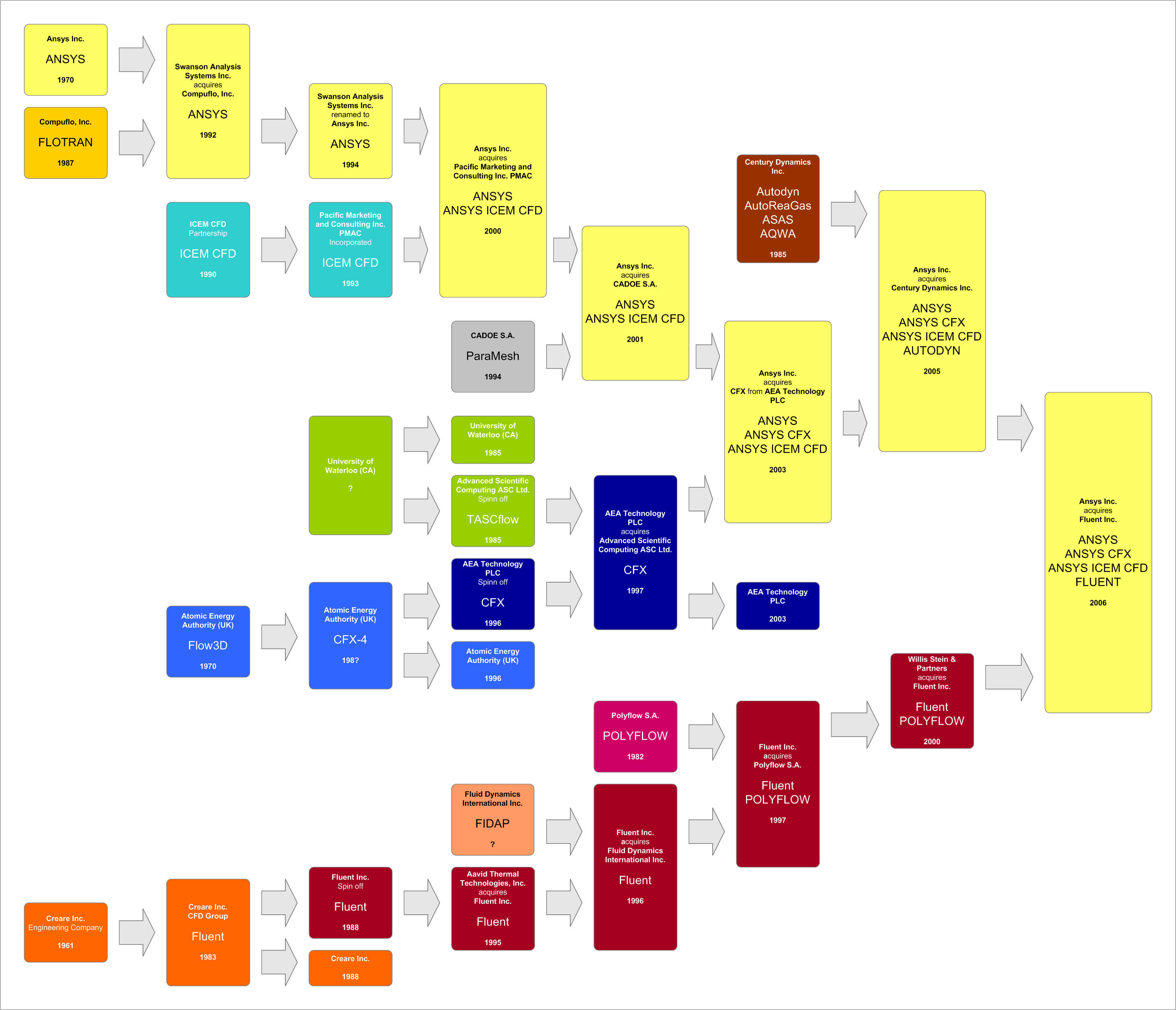
ANSYS公司历史

ANSYS公司由John A. Swanson于1970年成立，其原名为“Swanson分析系统公司”（Swanson Analysis Systems, Inc.）。ANSYS公司总部位于美国宾夕法尼亚洲的匹兹堡，全球拥有40多个代理商和/或子公司。ANSYS及其子公司有5000多名员工，在40多个国家销售其产品。
ANSYS公司致力于工程模擬软件和技术的研发，其主要产品ANSYS在全球众多行业中被工程师和设计师广泛采用。ANSYS公司重点开发开放、灵活的，对设计直接进行仿真的解决方案，提供从概念设计到最终测试产品研发全过程的统一平台，同时追求快速、高效和和成本意识的产品开发。公司和其全球网络的渠道合作伙伴为客户提供销售、培训和技术支持一体化服务。

## 主要产品
- Ansys CFX
- Ansys Classic
- Ansys HFSS（英语：HFSS）
- Ansys ICEM CFD
- Ansys Workbench
- Fluent
- HFSS
- RedHawk/RedHawk-SC
- Icepak

## 并购
自2000年开始，ANSYS公司并购了一系列公司，包括ICEM CFD Engineering，CADOE，CFX，Century Dynamics，Harvard Thermal，Fluent公司（2006年2月16日），Ansoft公司（2008年），Apache公司(2015年)以及Livermore Software Technology Corporation (LSTC)（2019年）。